# Cerkev sv. Lenarta, Nova vas
Cerkev sv. Lenarta je podružnična cerkev župnije Višnja Gora, ki stoji v kraški globeli na robu Nove vasi v Občini Ivančna Gorica.

## Opis
Cerkev sv. Lenarta v Novi vasi prvič omenja Janez Vajkard Valvasor kot eno izmed šmarskih podružnic. Posebnost predstavlja železna veriga, ki opasuje celotno cerkev. V zvezi s tem pripoveduje legenda, da so se vaščani ob napadu Turkov na vas zaobljubili opasati cerkev, če bodo rešeni. Turki so se pred vasjo začeli vdirati do kolen, kar jih je odvrnilo od napada, vaščani pa so izpolnili svojo zaobljubo.